# Sudáfrica en los Juegos Paralímpicos de Río de Janeiro 2016
Sudáfrica estuvo representada en los Juegos Paralímpicos de Río de Janeiro 2016 por un total de 44 deportistas, 26 hombres y 18 mujeres.

## Medallistas
El equipo paralímpico sudafricano obtuvo las siguientes medallas:
| Nombre              | Deporte          | Evento                          |
| ------------------- | ---------------- | ------------------------------- |
| Oro                 |                  |                                 |
| Charl du Toit       | Atletismo        | 100 m T37 masculino             |
| Charl du Toit       | Atletismo        | 400 m T37 masculino             |
| Dyan Buis           | Atletismo        | 400 m T38 masculino             |
| Reinhardt Hamman    | Atletismo        | Jabalina F38 masculino          |
| Hilton Langenhoven  | Atletismo        | Salto de longitud T12 masculino |
| Ernst van Dyk       | Ciclismo en ruta | Ruta H5 masculino               |
| Kevin Paul          | Natación         | 100 m braza SB9 masculino       |
| Plata               |                  |                                 |
| Ilse Hayes          | Atletismo        | 100 m T13 femenino              |
| Ilse Hayes          | Atletismo        | 400 m T13 femenino              |
| Anrune Liebenberg   | Atletismo        | 400 m T47 femenino              |
| Jonathan Ntutu      | Atletismo        | 100 m T12 masculino             |
| Hilton Langenhoven  | Atletismo        | 200 m T12 masculino             |
| Ntando Mahlangu     | Atletismo        | 200 m T42 masculino             |
| Bronce              |                  |                                 |
| Zanele Situ         | Atletismo        | Jabalina F54 femenino           |
| Fanie van der Merwe | Atletismo        | 100 m T37 masculino             |
| Tyrone Pillay       | Atletismo        | Peso F42 masculino              |
| Dyan Buis           | Atletismo        | Salto de longitud T38 masculino |